# Gutenbrunnen (Lenk)
Gutenbrunnen (schweizerdeutsch Guetebrunne) ist Bäuert (Püürt) und Ortsteil der Gemeinde Lenk im Verwaltungskreis Obersimmental-Saanen des Kantons Bern in der Schweiz.

## Lage
Gütsch liegt am Talhang im Nordosten der Gemeinde auf einer Höhe von 1170 Metern und ist etwa zwei Kilometer vom Gemeindezentrum entfernt. Zum Ortsteil gehört die Häusergruppe Gütsch.

## Geschichte
Funde bei Gutenbrunnen weisen auf eine bronzezeitliche Besiedlung hin. Im Gutenbrunnen lag das alte Talzentrum mit dem Gerichtsplatz und einer Kapelle, die von der Pfarrei Zweisimmen in St. Stephan bedient wurde. Die Bäuert schloss sich 1505 mit vier weiteren Bäuerten zur Kirchgemeinde Lenk zusammen. Im selben Jahr wurde das Gotteshaus an der Lenk errichtet. Bern übernahm 1528 den Kirchensatz der Chorherren-Propstei Interlaken und führte die Reformation gegen anfängliche Widerstände ein. Der Jahrmarkt im Gutenbrunnen wurde 1644 nach Zweisimmen verlegt.

## Kulturgüter und sehenswerte Bauernhäuser

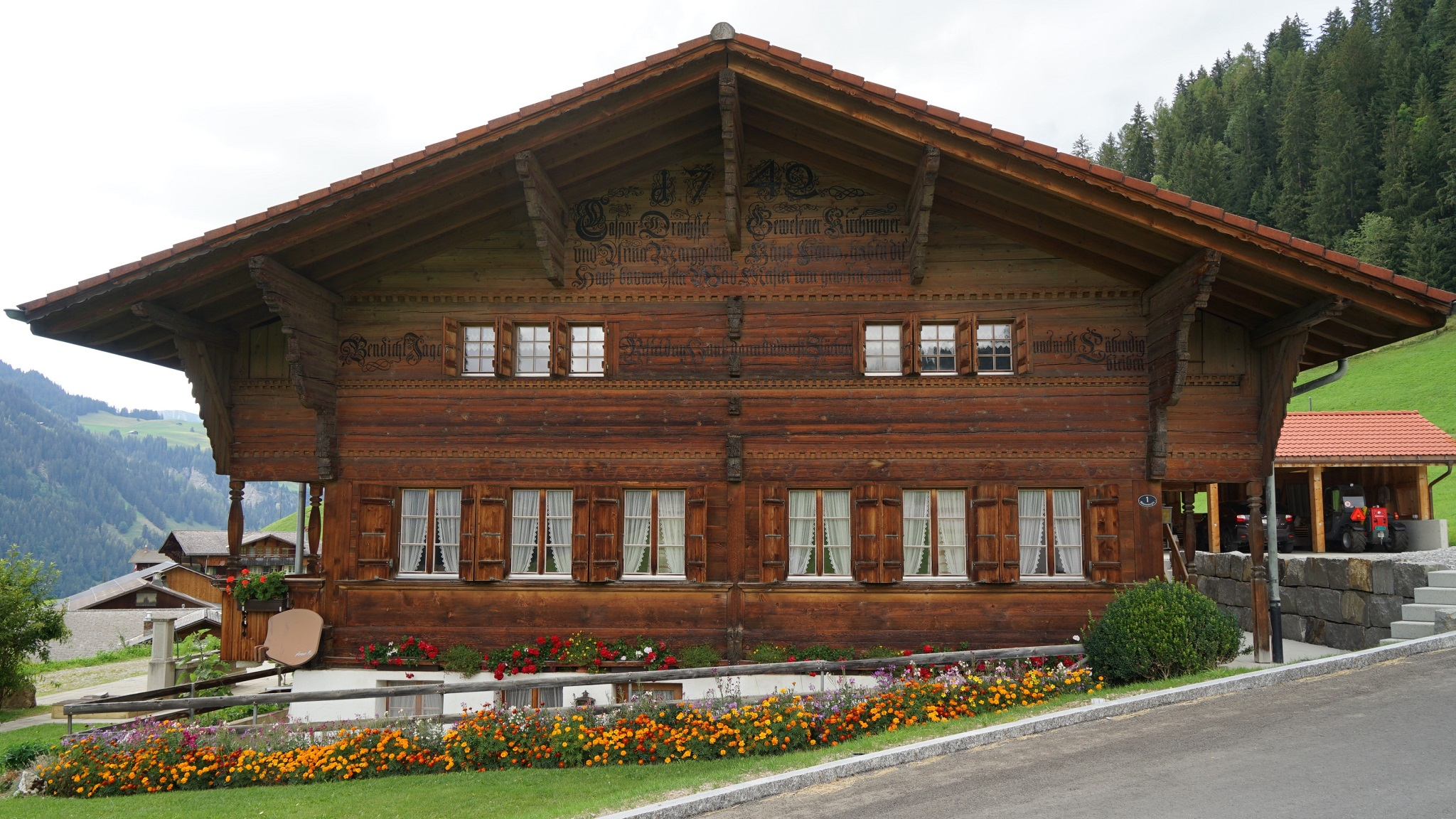
Haus, Gütsch Nr. 1186

Am Obersimmentaler Hausweg sind zwei Simmentaler Bauernhäuser als sehenswert ausgeschildert. Das «Bauinventar» der Denkmalpflege des Kantons Bern führt sie mit weiteren Häusern als «schützenswerte» Gebäude auf. Kulturgüter-Objekte der «Kategorie C» wurden mit Stand Oktober 2022 noch nicht veröffentlicht. Zu den Häusern am Hausweg gehören:
- Haus Gütsch Nr. 1186, erbaut 1742, Hausweg-Nr. «38»
- Haus Gütsch Nr. 1142, erbaut 1777, Hausweg-Nr. «39»

## Verkehr
Vom Bahnhof der Montreux-Berner Oberland-Bahn nahe der Hauptstrasse 220 führt die Gutenbrunnenstrasse von der Lenk durch den Ortsteil. Die Haltestellen an dieser Strasse werden durch einen Kleinbus bedient.

## Fussnoten
1. ↑  Eintrag Gutenbrunnen (Bäuert). In: Ortsbuch der Schweiz. Schweizerische Post- und Telegraphenverwaltung, 1928.